# Stara Sušica (Chorwacja)
Stara Sušica – wieś w Chorwacji, w żupanii primorsko-gorskiej, w gminie Ravna Gora. W 2011 roku liczyła 262 mieszkańców.